# Mon Pote le fantôme
Mon Pote le fantôme (conocida como Ey, ese es mi fantasma en Hispanoamérica, Mi colega es un fantasma en España y Dude, That's My Ghost! en inglés) es una serie de televisión animada francesa producida por la productora francesa Alphanim para Disney XD. La serie fue creada y diseñada por Jan Van Rijsselberge, creador de Robotboy. Se estrenó en Reindo Unido el 2 de febrero de 2013 en Disney XD. Se estrenó en España el 18 de mayo de 2013 en Disney XD.

## Sinopsis
Spencer Wright es un joven de 14 años que se traslada a Hollywood junto a su familia de cineastas. La vida del adolescente cambiará por completo cuando se dé cuenta de que allí vive el fantasma del famoso cantante de pop Billy Joe Cobra. El célebre espectro ayudará a Spencer a adaptarse a su nuevo entorno y a encajar en la ciudad de las estrellas.

## Reparto
| Personaje            | Actor original (R. U.) | Actor de doblaje (Hispanoamérica) | Actor de doblaje (España)  |
| -------------------- | ---------------------- | --------------------------------- | -------------------------- |
| Spencer Wright       | Rasmus Hardiker        | Jhonny Torres                     | Adolfo Moreno              |
| Billy Joe Cobra      | Darren Foreman         | Ángel Balam                       | Jesús Alberto Pinillos     |
| Rajeev Baguiati      | Rasmus Hardiker        | Eder La Barrera                   | Pablo Tribaldos            |
| Shanila Baguiati     | Larissa Murray         | Maiella Smith                     | Cristina Yuste             |
| Lolo Calorie         | Teresa Gallagher       | Lileana Chacón                    | Sara Polo                  |
| Kleet Kleenerson     | Darren Foreman         | Ángel Mujica                      | Miguel Ángel Garzón        |
| Director Glenn Ponzi | Ewan Bailey            | Sergio Pinto                      | Juan Antonio Castro        |
| Hugh Wright          | Ewan Bailey            | José Durán                        | Rafael Alonso Naranjo, Jr. |
| Mallory              | ¿?                     | Arelys González                   | Anahí de la Fuente         |
| Jane Wright          | ¿?                     | Melanie Henríquez                 | Isabel Fernández Avanthay  |
| Jessica Wright       | Teresa Gallagher       | Karina Parra                      | Nora Jiménez Candanedo     |

### Principales
| Rasmus Hardiker      | Spencer Wright Rajeev Baguiati | Protagonista | Co-Protagonista |
| Billy Joe Cobra      | Protagonista                   |              |                 |
| Rajeev Baguiati      | Co-Protagonista                |              |                 |
| Shanila Baguiati     | Co-Protagonista                |              |                 |
| Lolo Calorie         | Antagonista                    |              |                 |
| Director Glenn Ponzi | Antagonista                    |              |                 |

### Secundarios
| Personajes       | Temporadas  | Temporadas |
|                  | 1           |            |
| ---------------- | ----------- | ---------- |
| Mallory          | Secundaria  |            |
| Kleet Kleenerson | Antagonista |            |
| Hugh Wright      | Secundario  |            |
| Jane Wright      | Secundaria  |            |
| Jessica Wright   | Secundaria  |            |
| Huber            | Antagonista |            |
| Madame X         | Antagonista |            |

## Episodios
| Temporada | Temporada | Episodios | Reino Unido          | Reino Unido             | Hispanoamérica       | Hispanoamérica      | España             | España                   |
| Temporada | Temporada | Episodios | Inicio               | Final                   | Inicio               | Final               | Inicio             | Final                    |
| --------- | --------- | --------- | -------------------- | ----------------------- | -------------------- | ------------------- | ------------------ | ------------------------ |
|           | 1         | 52        | 2 de febrero de 2013 | 15 de diciembre de 2013 | 10 de agosto de 2013 | 25 de junio de 2014 | 18 de mayo de 2013 | 25 de septiembre de 2013 |

- Datos: Q5311682